# Sielsowiet Fanipol
Sielsowiet Fanipol (biał. Фаніпальскі сельсавет, Fanipalski sielsawiet; ros. Фанипольский сельсовет) – sielsowiet na Białorusi, w obwodzie mińskim, w rejonie dzierżyńskim, z siedzibą w Wiazyniu.

## Demografia
Według spisu z 2009 sielsowiet Fanipol zamieszkiwało 3385 osób, w tym 2957 Białorusinów (87,36%), 248 Rosjan (7,33%), 58 Ukraińców (1,71%), 49 Polaków (1,45%), 6 Tatarów (0,18%), 6 Niemców (0,18%), 5 Czuwaszy (0,15%), 4 Ormian (0,12%), 9 osób innych narodowości i 43 osoby, które nie podały żadnej narodowości.
Do 2019 liczba ludności wzrosła do 4168 osób. Największymi miejscowościami były wówczas Czerkasy (741 mieszkańców), Hryczyno (592 mieszkańców), Wiazyń (406 mieszkańców), Chołmy (390 mieszkańców), Czernikowszczyzna (361 mieszkańców), Woukawiczy (277 mieszkańców) i Czeczyno (233 mieszkańców). Liczba ludności żadnej z pozostałych miejscowości nie przekraczała 150 osób.

## Geografia i transport
Sielsowiet położony jest na Wysoczyźnie Mińskiej, we wschodniej części rejonu dzierżyńskiego. Otacza miasto Fanipol. Największymi rzekami są Usa i Wiazynka.
Przez sielsowiet przebiegają linia kolejowa Moskwa – Mińsk – Brześć, droga magistralna M14 i droga republikańska R1, a jego granicą droga magistralna M1.

## Historia
W latach 30. XX w. sielsowiet Fanipol był polsowietem z autonomią dla ludności polskiej.

## Miejscowości
- agromiasteczka:
  - Czerkasy
  - Czernikowszczyzna
  - Hryczyno
- wsie:

| - - Antosino - Biareża - Chołmy - Chomicze - Ciawłowo - Czeczyno - Dubrowa - Gajówka - Krasnaja Horka - Ledniki | - - Lisowszczyzna - Łabody - Mandryki - Mazury - Moszczone - Nawinka - Pawełkowo - Pierszamaj (hist. Plewaki) - Podsosonie - Słabodka | - - Stećkowszczyzna - Szpilki - Usa - Wasilewszczyzna - Wiazynka - Wiazyń - Wickowszczyzna - Witówka - Woukawiczy |

- chutor:
  - Lizawiecin